# Nebulosa difusa

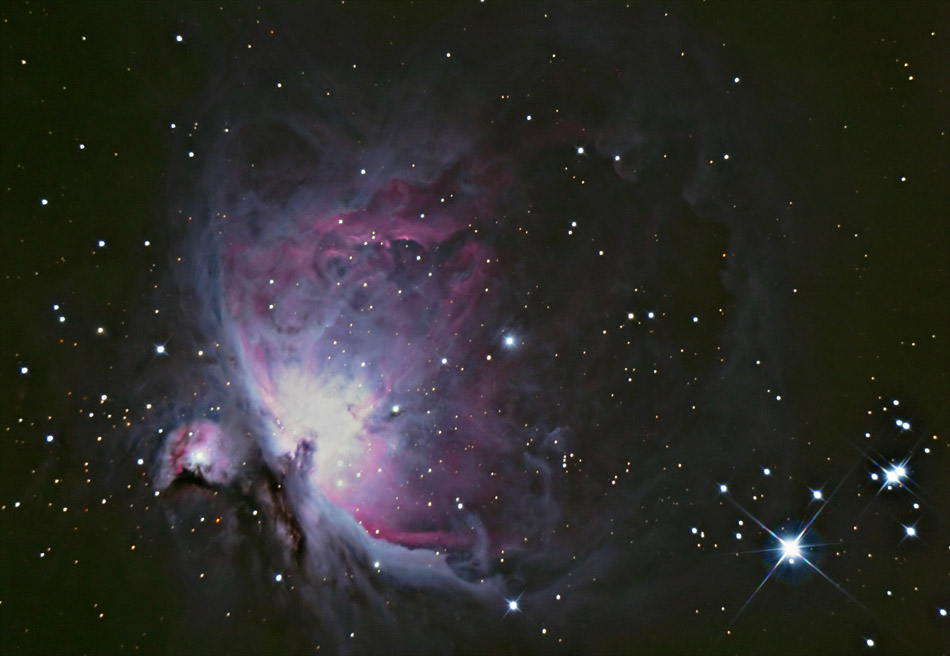
La nebulosa de Orión, una famosa nebulosa de reflexión.

En astronomía, nebulosa difusa es el término general para las nebulosas iluminadas.  Los dos tipos de nebulosas difusas son nebulosas de reflexión, y remanentes de supernovas. Se las denomina difusas en oposición a las no difusas o nebulosas oscuras en las cuales las partículas se han separado.
Existen dos tipos de nebulosas difusas:
- Las nebulosas de emisión. La luz es emitida por un gas ionizado. Entre ellas se destacan las regiones  H II que son importantes centros de creación de estrellas.
- Las nebulosas de reflexión. La misma refleja la luz emitida por las estrellas en su proximidad.